# Olga Drahonowska-Małkowska

Hình cưới của Olga và Andrzej Małkowski

Olga Drahonowska-Małkowska (9 tháng 1 năm 1888 - 15 tháng 1 năm 1979) là người cùng với chồng mình thành lập Hướng đạo tại Ba Lan.

## Đoàn Nữ Hướng đạo đệ tam Lwów
Olga Drahonowska được người bạn, sau này là chồng của bà Andrzej Juliusz Małkowski, giới thiệu đến với Hướng đạo. Bà trở thành huynh trưởng Hướng đạo của Đoàn Nữ Hướng đạo đệ tam Lwów (Các đoàn đệ nhất, đệ nhị và đệ tứ là Nam Hướng đạo). Đoàn nữ này gồm có 20 thiếu nữ từ 15 đến 20 tuổi. Bà và chồng của bà là Małkowski (31 tháng 10 năm 1888 - 15 tháng 1 năm 1919) kết hôn và di chuyển từ Lwów về Zakopane để giúp cho sức khỏe của Olga.

## Chiến tranh thế giới thứ nhất
Mùa hè năm 1914, sức khỏe của bà được hồi phục, Drahonowska-Małkowska tổ chức trại họp bạn quốc gia đầu tiên. Các nữ Hướng đạo sinh từ Nga và các vùng của Ba Lan bị Đức kiểm soát đến dự trại với tên bí danh và hộ chiếu giả. Một nữ Hướng đạo hóa ra là một tình báo viên và bị bắt trong khi lục lạo lều của Drahonowska-Małkowska để tìm một danh sách tên các nữ Hướng đạo sinh này.
Một buổi sáng, có một toán quân cảnh mật Ba Lan (một trong số đó là anh trai của các nữ Hướng đạo sinh) đến thông báo rằng chiến tranh đã được tuyên bố. Andrzej Małkowski viết thư bảo rằng trại phải đóng ngay lập tức và khi biên giới đóng kín, ông tìm được chỗ ở tại Zakopane cho những nữ Hướng đạo sinh nào không thể về nhà. Thị trưởng Zakopane yêu cầu Małkowski tổ chức gác đêm thành phố bởi vì không đủ cảnh sát và người già thì rất lo sợ.
Andrzej Małkowski quyết định gia nhập các quân đoàn người Ba Lan cùng với nhiều thanh thiếu niên trong Đoàn Hướng đạo của ông. Trước khi lên đường, ông dựng một ngôi nhà tranh cho vợ ông, các bé trai và gái không nhà, và bà mở một quán cà phê để kiếm sống. Sau khi Małkowski đi rồi, ông để lại một đoàn nam Hướng đạo và một đoàn Nữ Hướng đạo rất đông lên đến 300 nữ. Họ diễn hành mỗi buổi sáng tại quảng trường trung tâm và báo cáo tình hình và nhận lệnh từ Drahonowska-Małkowska. Họ đảm nhận vô số nhiệm vụ bao gồm phụ giúp công việc bưu điện, tổ chức một ngôi nhà cho trẻ em, giúp thu hoạch mùa màng và lập một bệnh viện.

## Chiến tranh thế giới thứ hai
Lúc bắt đầu Chiến tranh thế giới thứ hai, Drahonowska-Małkowska đang điều hành một trường học sử dụng các nguyên lý Hướng đạo. Khi chiến tranh bùng nổ, bà đưa các học sinh bằng xe lửa đến một quốc gia trung lập. Chuyến xe lửa thường xuyên bị súng máy trên các máy bay bắn vào. Drahonowska-Małkowska cho rằng các trẻ em nhờ đã được huấn luyện Hướng đạo nên đã tự cứu mình. Khi xe lửa bị tấn công, các trẻ em được huấn luyện kỷ luật đầy đủ đã tuân lệnh bà tản ra khiến các xạ thủ bắn tỉa trên máy bay khó nhắm vào họ hơn là những hành khách khác tạo thành những nhóm hỗn độn.
Khi Olga Drahonowska-Małkowska tới được Vương quốc Anh, Hội Nữ Hướng đạo Vương quốc Anh trao tặng bà huân chương Thánh giá Đồng vì hành động dũng cảm.
Bà mất lúc 91 tuổi tại Zakopane.